# Conecuh County
Das Conecuh County [kəˈnɛkə ˈkaʊnti] ist ein County im Bundesstaat Alabama der Vereinigten Staaten. Der Verwaltungssitz (County Seat) ist Evergreen.

## Geographie
Das County liegt im Süden von Alabama, ist etwa 50 km von Floridas Nordgrenze entfernt und hat eine Fläche von 2208 Quadratkilometern, wovon vier Quadratkilometer Wasserfläche sind. Es grenzt im Uhrzeigersinn an folgende Countys: Butler County, Covington County, Escambia County und Monroe County.

## Geschichte
Am 27. Juli 1813 fand im heutigen County die Schlacht von Burnt Corn statt, die zu den bedeutenderen des Creek-Kriegs von 1813/14 gehört und mit einem Sieg des damals als „Rotstöcke“ bezeichneten Indianervolks der Muskogee
über die United States Army endete. Kurz nach diesem Gefecht erreichten die ersten weißen Siedler die Region und ließen sich bei Bellville nieder. Von zentraler Bedeutung für die Wirtschaft des Countys war der Sepulga River, über den die Bewohner Mais, Baumwolle und Holz nach Pensacola transportierten. Conecuh County wurde am 13. Februar 1818 auf Beschluss der State Legislature aus Teilen des Monroe County gebildet. Der Name stammt aus dem Dialekt der Muskogee und leitet sich von „koha anaka“ („nahe dem Röhricht“) ab. Von 1818 bis 1866 war Sparta der Sitz der Countyverwaltung. Nach seiner Zerstörung im Sezessionskrieg wurde Evergreen neuer Verwaltungssitz. 1861 wurde das County an die Louisville and Nashville Railroad angeschlossen.

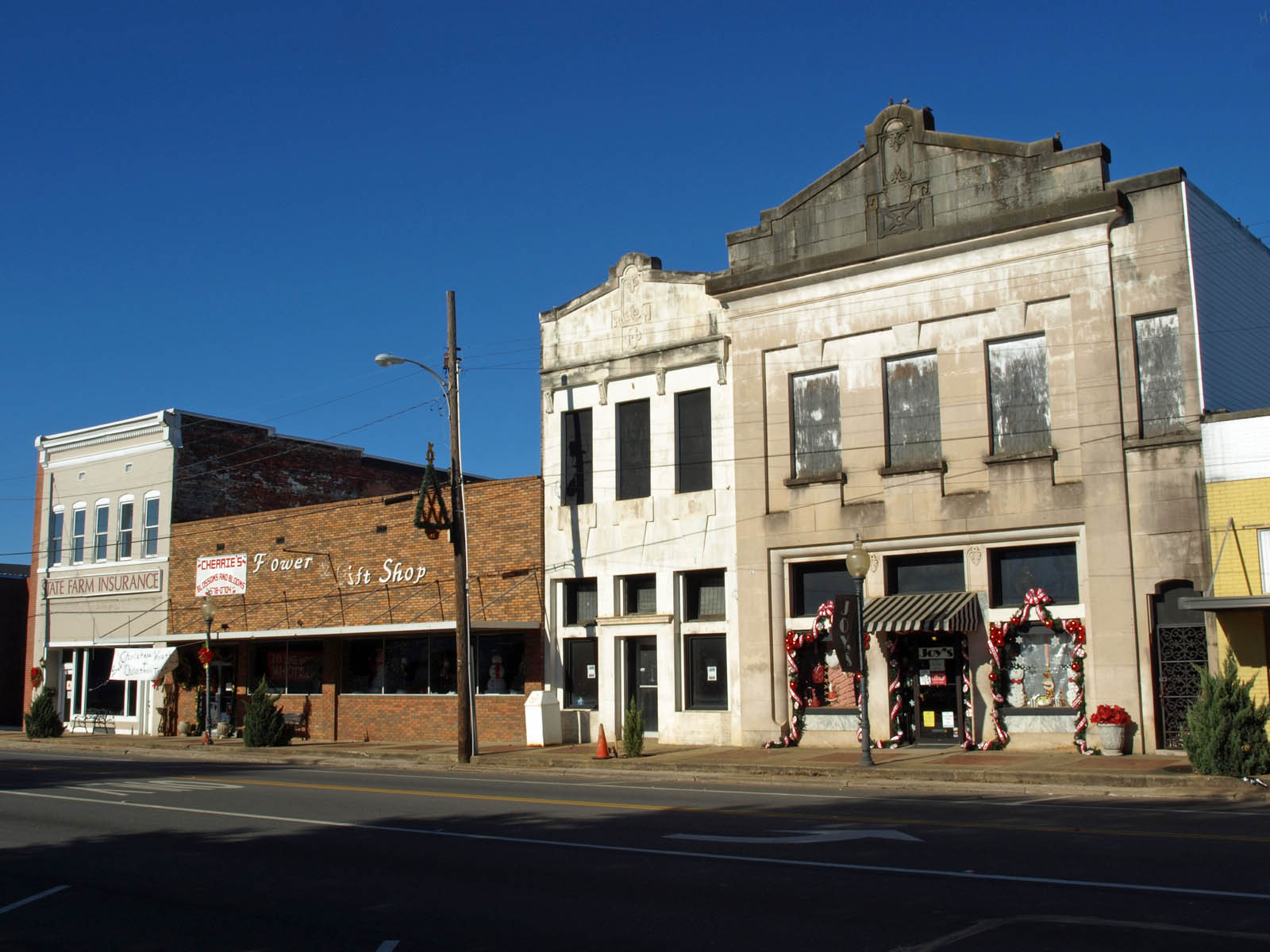
Im New Evergreen Commercial Historic District (2013). Dieser Bezirk wurde im Januar 1994 als Historic District in das NRHP eingetragen.

Vier Bauwerke und Stätten im County sind im National Register of Historic Places (NRHP) eingetragen (Stand 1. April 2020), darunter das Johnston, Asa, Farmhouse, das Louisville and Nashville Depot und der New Evergreen Commercial Historic District.

## Demographische Daten
Nach der Volkszählung im Jahr 2000 lebten im Conecuh County 14.089 Menschen. Davon wohnten 79 Personen in Sammelunterkünften, die anderen Einwohner lebten in 5.792 Haushalten und 3.938 Familien. Die Bevölkerungsdichte betrug 6 Einwohner pro Quadratkilometer. Ethnisch betrachtet setzte sich die Bevölkerung zusammen aus 55,40 Prozent Weißen, 43,55 Prozent Afroamerikanern, 0,20 Prozent amerikanischen Ureinwohnern, 0,11 Prozent Asiaten, 0,05 Prozent Bewohnern aus dem pazifischen Inselraum und 0,09 Prozent aus anderen ethnischen Gruppen; 0,60 Prozent stammten von zwei oder mehr Ethnien ab. 0,72 Prozent der Bevölkerung waren spanischer oder lateinamerikanischer Abstammung.

Alterspyramide des Conecuh County

Von den 5.792 Haushalten hatten 30,9 Prozent Kinder und Jugendliche unter 18 Jahren, die bei ihnen lebten. In 47,7 Prozent lebten verheiratete, zusammen lebende Paare, 16,2 Prozent waren allein erziehende Mütter, 32,0 Prozent waren keine Familien, 30,1 Prozent aller Haushalte waren Singlehaushalte und in 13,5 Prozent lebten Menschen im Alter von 65 Jahren oder darüber. Die Durchschnittshaushaltsgröße betrug 2,42 und die durchschnittliche Familiengröße betrug 3,01 Personen.
25,9 Prozent der Bevölkerung waren unter 18 Jahre alt, 8,3 Prozent zwischen 18 und 24, 25,8 Prozent zwischen 25 und 44, 24,3 Prozent zwischen 45 und 64 und 15,8 Prozent waren 65 Jahre oder älter. Das Durchschnittsalter betrug 38 Jahre. Auf 100 weibliche Personen kamen 89,8 männliche Personen und auf Frauen im Alter von 18 Jahren und darüber kamen 84,3 Männer.
Das jährliche Durchschnittseinkommen eines Haushalts betrug 22.111 USD, das Durchschnittseinkommen einer Familie 31.424 USD. Männer hatten ein Durchschnittseinkommen von 28.115 USD, Frauen 19.350 USD. Das Prokopfeinkommen betrug 12.964 USD. 21,7 Prozent der Familien und 26,6 Prozent der Einwohner lebten unterhalb der Armutsgrenze.

## Orte im Conecuh County
- Belleville
- Bermuda
- Bethel
- Bookers Mill
- Bowles
- Brantley Crossing
- Brooklyn
- Brownville
- Burnt Corn
- Castleberry
- Centerville
- China
- Cohassett
- Commerce
- Cooks Crossroads
- Deans
- Evergreen
- Fairnelson
- Fairview
- Fowler
- Green Street
- Harpers Store
- Herbert
- Janes Mill
- Johnsonville
- Lenox
- London
- Loree
- Lyeffion
- Melrose
- Midway
- Mixonville
- Mount Union
- Nichburg
- Nymph
- Old Town
- Owassa
- Paul
- Pine Orchard
- Rabb
- Ramah
- Range
- Repton
- Shreve
- Skinnerton
- Travis Bridge
- Wilcox